# Lumnezia/Lugnez

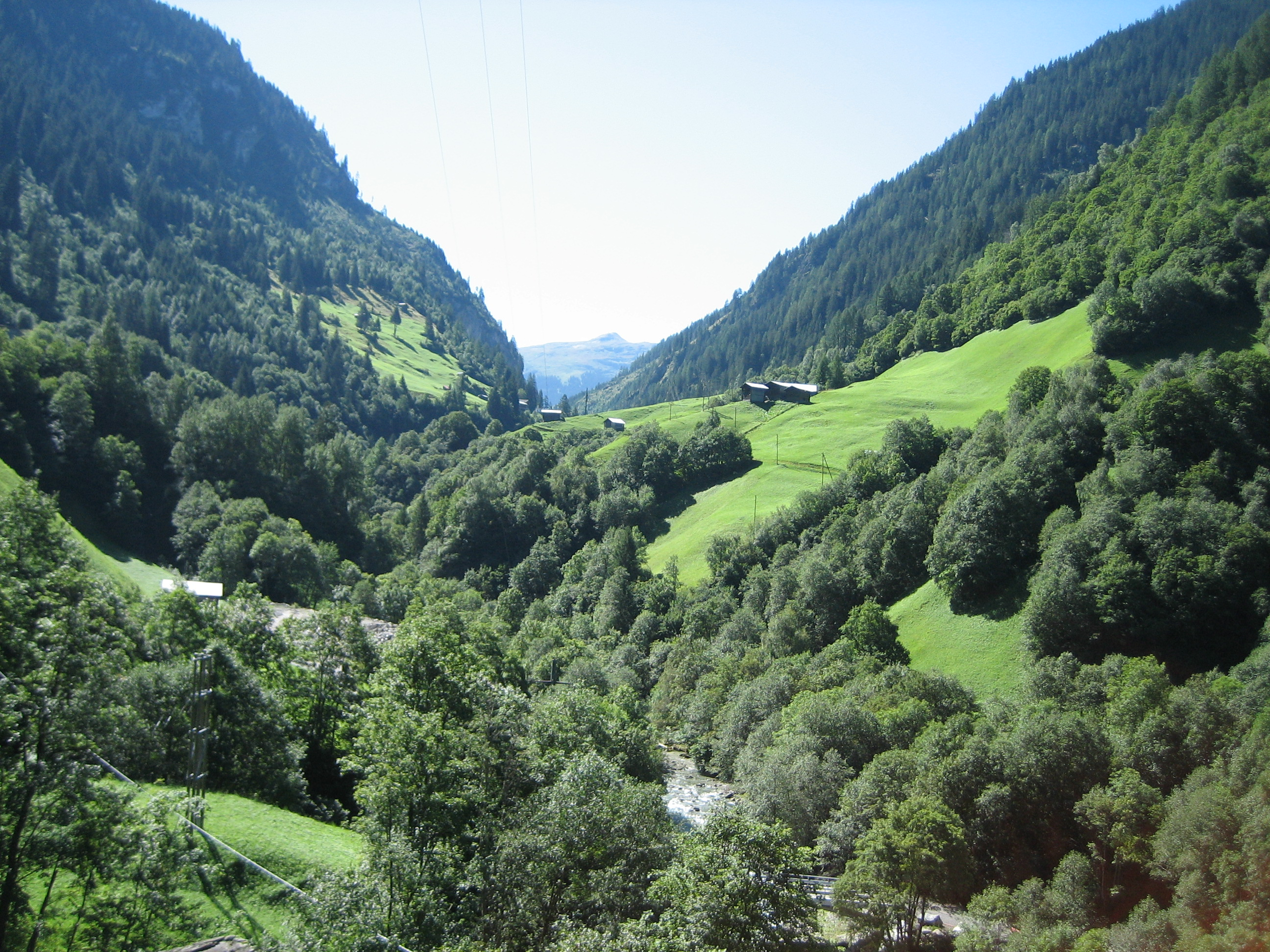
Valsertal

Lumnezia/Lugnez är en krets i distriktet Surselva i den schweiziska kantonen Graubünden. Den omfattar större delen av dalen Val Lumnezia, som sträcker sig söderut från staden Ilanz/Glion och genomströmmas av floden Glogn/Glenner, samt sidodalen Valsertal genom vilken Valser Rhein rinner. 
I huvuddalen Lumnezia talas den sursilvanska dialekten av rätoromanska. Valsertal, som är en av kantonens många walsertyska bosättningsområden från medeltiden, är däremot tyskspråkig. Samtliga församlingar i kretsen är katolska, och den reformerta minoriteten söker sig till kyrkorna i Luven och Duvin som ligger ett stycke norrut.

## Indelning
Kretsen har som mest varit indelad i 16 kommuner, varav samtliga har varit tämligen små. Genom ett flertal sammanslagningar under perioden 2002-2015 har antalet sjunkit till två. 
| Vapen    | Kommun   | Invånare (2013-12-31) | Yta i km² | Kommunnummer |
| -------- | -------- | --------------------- | --------- | ------------ |
| Lumnezia | Lumnezia | 2 118                 | 165,43    | 3618         |
| Vals     | Vals     | 1 006                 | 175,51    | 3603         |